# تانيا ويلسون
تانيا ويلسون (بالإنجليزية: Tanya Wilson)‏ هي متسابقة ملكة الجمال وعارضة أمريكية، ولدت في 13 يونيو 1950 في هونولولو في الولايات المتحدة.